# Hip-hop à Marseille

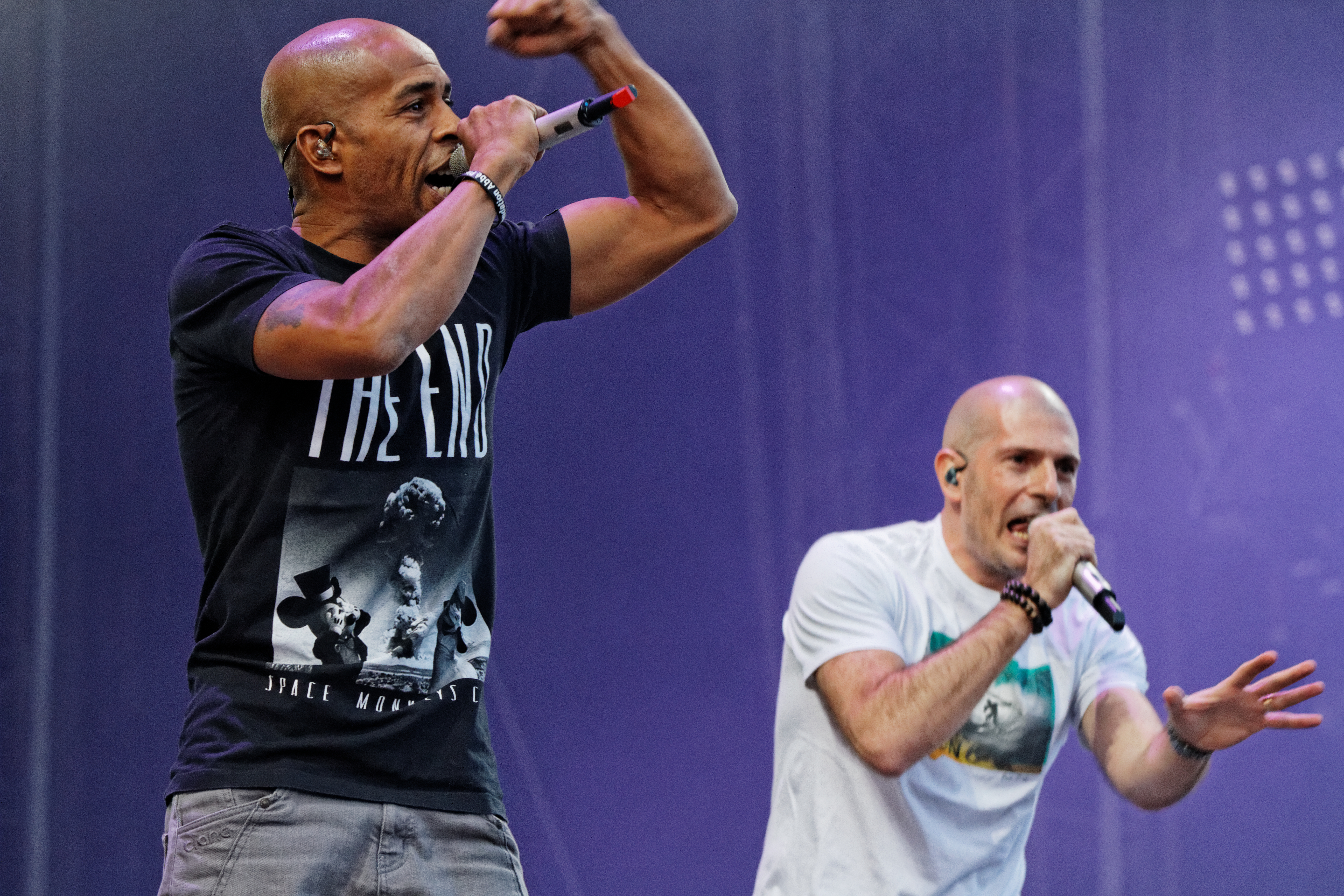
IAM (ici Shurik'n et Akhenaton) en concert lors de la fête de l'Humanité en 2014.

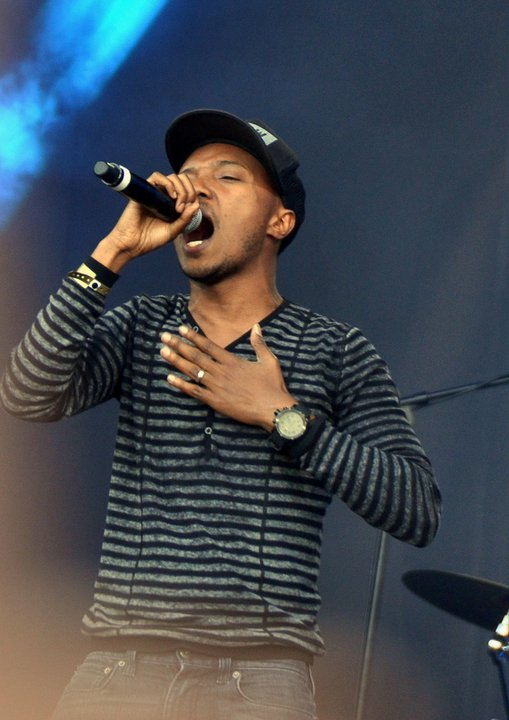
Soprano en 2011.

Le hip-hop marseillais fait référence aux productions artistiques appartenant au mouvement hip-hop de la ville de Marseille, dans le sud de la France, une des villes pionnières de l'introduction et de la diffusion de ce mouvement dans le pays et parfois considérée comme deuxième capitale française du hip-hop avec Paris. Le mouvement hip-hop arrive à Marseille avec l'émission Prélude, sur Radio Star, en 1983, puis sur Radio Sprint, à partir de 1985. Le mouvement hip-hop se développe dans divers quartiers du centre-ville au quartier Nord, de l'Opéra, de la gare Saint-Charles au Cours Julien.
Dans les années 1990, elle connait un âge d'or et devient la seconde scène la plus importante en France après l'Île-de-France, avec des artistes comme IAM, Soul Swing, Fonky Family ou 3e Œil, bien que ces premiers soient les seuls à s'imposer durablement au niveau national.
Après avoir connu un déclin dans les années 2000, Marseille connaît un renouveau du mouvement hip-hop dans les années 2010, et ce dans plusieurs disciplines notamment : rap, beatboxing, et art urbain.

## Histoire

### Origines
Née à New York dans les années 1970 avec la première fête organisée par DJ Kool Herc, la culture hip-hop trouve d'abord écho dans les discothèques marseillaises au début des années 1980 avec des titres comme Rapper's Delight (1979) ou The Message (1982). La funk est déjà très présente à Marseille et ces titres sont tout de suite bien reçus au sein de cette mouvance. Chronologiquement, dans l'histoire du hip-hop, apparaissent en premier les DJ (qui sont plus tard appelés « beatmakers »). Ils collent ensemble des samples d'œuvres existantes pour en faire des créations originales, innovations permises par l'arrivée de nouveaux outils comme la boîte à rythmes programmable ou l'échantillonneur. Arrivent rapidement les danseurs (les B-boys) et les MC (Masters of Ceremony), qui dansent et rappent sur les morceaux des premiers.

### Libéralisation des ondes (1981)

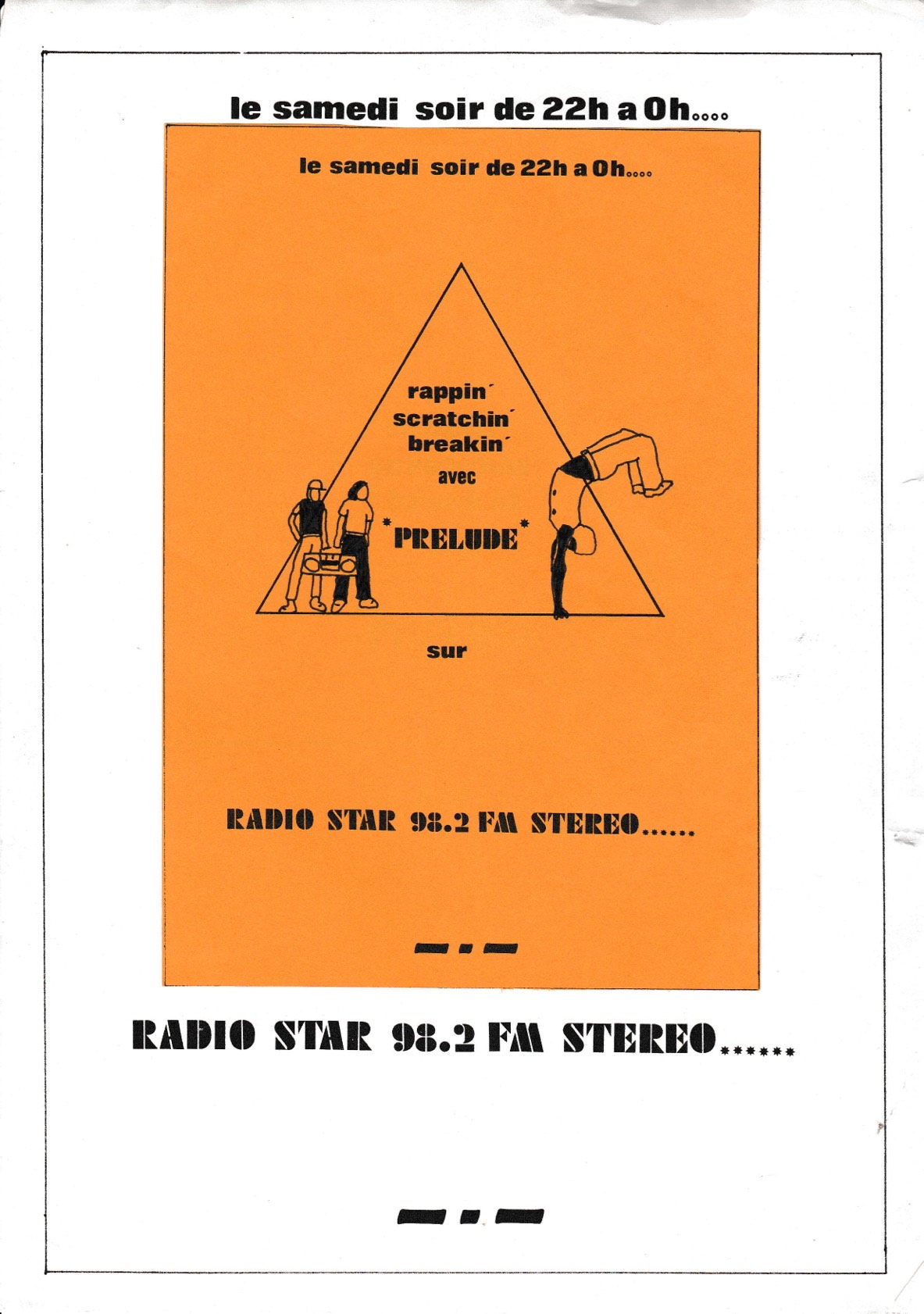
Pub-affiche de l'émission Prélude de Radio Star (1983-1984).

À partir de novembre 1981 et de la loi de « libéralisation des ondes », plusieurs radios locales apparaissent. Les Marseillais Philippe Subrini, âgé de 27 ans, et Patrick Gastine, âgé de 20 ans, décident de créer en 1983 une émission consacrée au « mouvement » hip-hop qui prendra le nom de Prelude (nom du célèbre label de musique new-yorkais) » (cependant, la « première émission n'a pas lieu à Marseille, mais à Arles »), puis sur Radio Star Marseille, le samedi soir, de 22 heures à minuit.
Dans son ouvrage Dictionnaire amoureux de François Mitterrand, l’ancien ministre de la Culture Jack Lang décrit ainsi l’essor du mouvement hip-hop dans le pays : « Une fabuleuse explosion d’initiatives surgit. Un exemple parmi beaucoup d’autres : l'essor en France du mouvement hip-hop auquel j'apporte évidemment mon soutien est dopé par les radios libres. Le hip-hop sort de la sphère des initiés. Dans le sud de la France Philippe Subrini et Patrick Gastine diffusent à partir d'avril 1983 l'émission Prelude à l’antenne de Radio Delta Sud, à Arles, avant de rejoindre Radio Star à Marseille. ». À cette même période, ils sont par ailleurs en correspondance avec deux amies établies aux États-Unis, ce qui leur permet d’avoir des informations sur l’actualité musicale et des enregistrements d’émissions de radio.
Béatrice Sberna, dans son ouvrage sur la sociologie du Rap à Marseille, écrira : « L'équipe de Prelude est la suivante : un animateur, Patrick Gastine (Yannick), un technicien et rédacteur Philippe Subrini (Phil Sobrano), une secrétaire Brigitte Frantzkoviok, Hélène Coste (Maître assistant à l’université du Michigan à Ann Arbor) et Annick Dufeu (Maître assistant à l’université Northwestern à Evanston) chargées de traduire des textes américains en français provenant aussi de la Zulu Nation », organisation prônant la culture hip-hop dans le monde et dirigée par le musicien Afrika Bambaataa.
Le mouvement hip-hop se fait aussi connaître dans la région marseillaise par l'intermédiaire du breakdance lors de soirées organisées dans des discothèques. C'est le cas, avec la venue au Barbarella à la fin de l'année 1983, du groupe new-yorkais les Break Machine à l'occasion de la sortie de leur single Street Dance, soirée animée par l'équipe de Prelude (Radio Star). Le « son » hip-hop, s'impose petit à petit et permet l’émergence de jeunes danseurs de breakdance. Des groupes marseillais voient le jour comme les Marseille City Breakers (MCB), les Flash Breakers (ancien groupe de Shurik'n) et les Nice Track.

### Beat Street(1984)

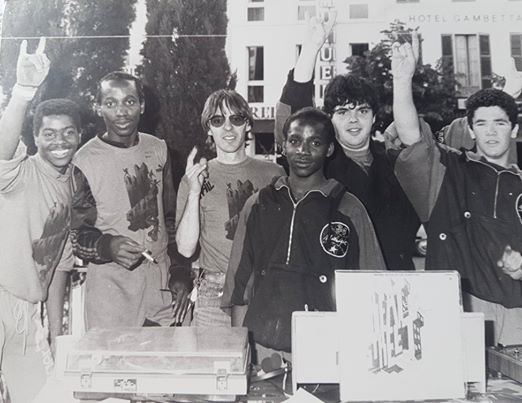
Présentation du film Beat Streat en 1984 à Marseille avec Les MCB, Patrick Gastine (Yannick), et Philippe Subrini (Phil).

L’année Beat Street est une année décisive pour l'histoire du hip-hop avec l'arrivée de l'émission de télévision Hip Hop sur TF1, animée par Sidney, avec aussi la présence de plus en plus fréquente de breakers dans les clips vidéo et avec la sortie en France de deux films sur le mouvement. Au mois de mai 1984, Philippe Subrini et Patrick Gastine sont invités pour la présentation du film Beat Street dans le cadre de la 37e édition du Festival de Cannes. Ils en profitent pour interviewer pour l'émission Prelude la plupart des acteurs du film présents pour l’événement comme : Afrika Bambaataa et les Soulsonic Force, Les membres du Rock Steady Crew et des New York City Breakers, sans oublier Harry Belafonte.
Les Marseille City Breakers font aussi partie de la fête en compagnie de Sidney (Patrick Duteil), des P.C.B. et de la « zulu queen » Afrika Loukoum (Sophie Bramly). Sidney qui découvre les M.C.B. pour la première fois les invite par la suite pour son émission de télévision intitulée H.I.P. H.O.P.

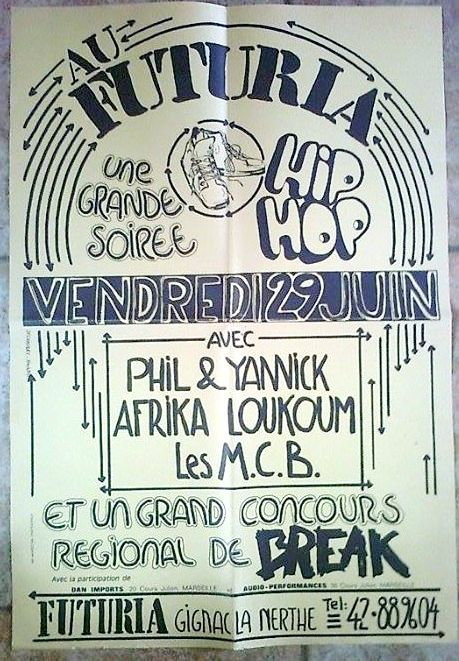
Le 29 juin 1984, la première grande soirée hip-hop est organisée à la discothèque Le Futuria.

Le 5 juin 1984, l’équipe de Prelude, en collaboration avec Claude Damiente, directeur du cinéma l'Odéon, organise en haut de la Canebière (Kiosque à Musique), face au cinéma, une animation de breakdance à l’occasion de la sortie du film Beat Street. L'un des membres du groupe des M.C.B., José Mendes-Leal, se souvient : « On a également assuré le show sur la Canebière à Marseille avec le groupe de rap Nice Track, composé de Jesse et de deux autres danseurs, pour la projection en avant-première du film au cinéma de l’Odéon. Ce sont des souvenirs très forts » À cette occasion, « Claude Damiente décidera que l’entrée du cinéma serait gratuite. »
Le 29 juin 1984, la première grande soirée hip-hop est organisée à la discothèque le Futuria, située à Gignac-la-Nerthe, à 10 km de Marseille (dossier Archives du Mucem), animée par le « DJ » Jean Marc Sicky, Afrika Loukoum, Patrick Gastine, Philippe Subrini et les Marseille City Breakers. À l'issue de cette soirée, un grand concours de breakdance aura permis à de nombreux groupes de la région de se faire connaitre : « Cela prouve, en passant, qu'en 1984, le breakdance avait essaimé dans toute la région. » Durant l'été 1984 les M.C.B. et toute l'équipe de Prelude seront amenés à faire la promotion du film Beat Street mais aussi du film Break Street 84 dans le sud de la France.
On peut dire[style à revoir] que l'année 1984 permet de faire connaitre au grand public le mouvement hip-hop.

### Vibrationde Radio-Sprint (1985)

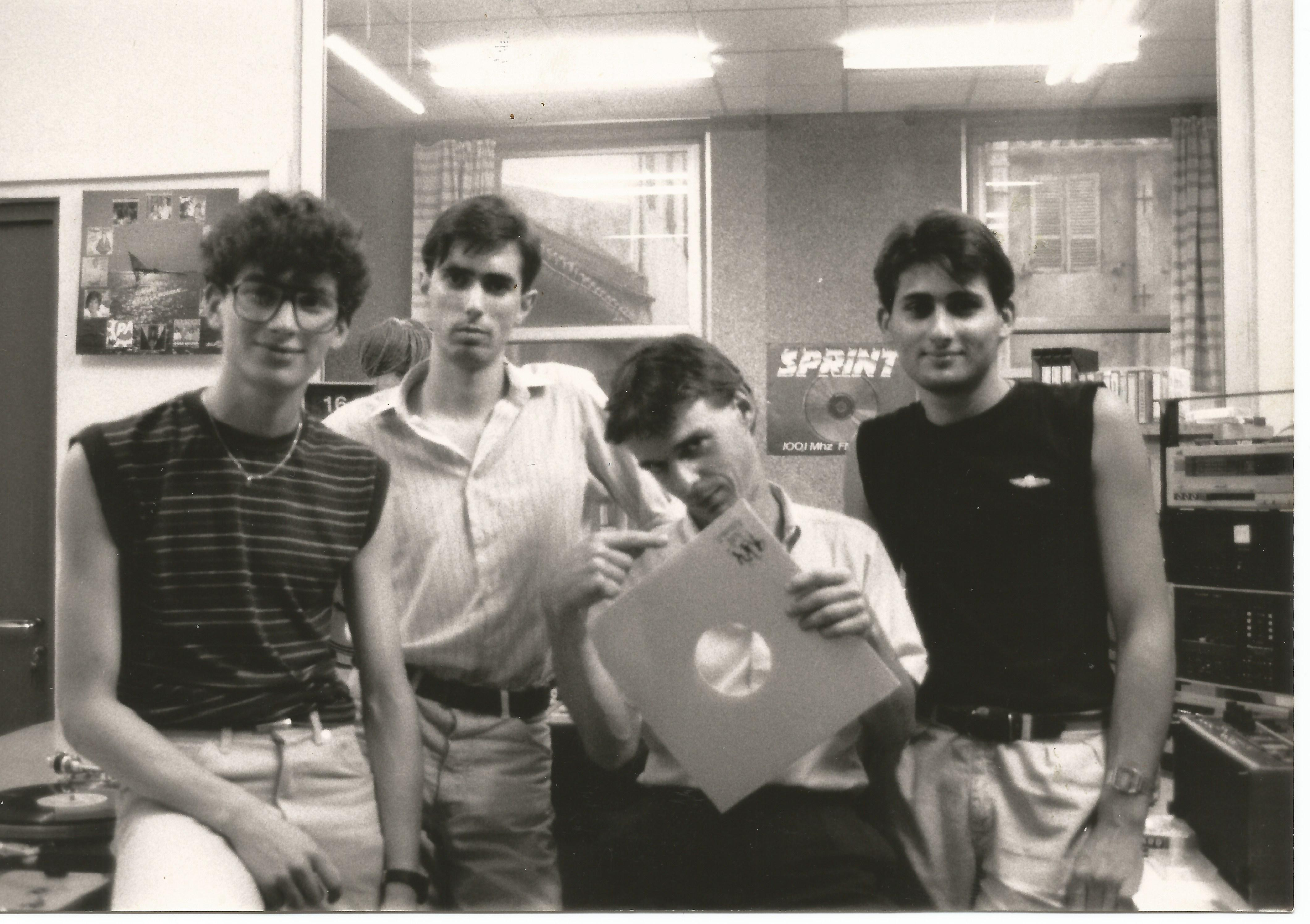
Équipe de l'émission Vibration en 1985, avec les frères Christian et Richard Voulgaropoulos - Eric Mouriès et Philippe Subrini.

L'année 1985 sera un nouveau départ ; Philippe Subrini (Phil) quitte Radio Star et l’émission Prelude prend fin. « Je quitte Yannick et je vais sur Radio Sprint monter l'émission Vibration avec les frères Christian et Richard » qui étaient de fidèles auditeurs de l'émission Prelude. Tous ensemble, ils se mettent à construire l’émission Vibration tout en gardant le même principe que pour Prelude, mais avec davantage de funk. Par exemple avec des albums de : Georges Clinton, Cameo, Midnight Star, One Way, Con Funk Shun, et Brass Construction.
L’émission Vibration établit un partenariat avec le magasin de disques d’importation Dan Import, situé au 20, cours Julien à Marseille, depuis 1984. Dan Import est le lieu de rendez-vous des DJ de la région PACA, car Dan (Daniel Castaldi) fournit les disques d’importation à toutes les discothèques du Sud de la France. Par la suite, les membres de Vibration seront rejoints par DJ Rebel (alias DJ RBL), Georges Moutet (surnommé DJ Géo), Francki Mallet (Professeur Babacar, DJ Mox, sans oublier les MCB, et Philippe Fragione (futur Akhenaton).
Eric Mouriès se souvient aussi de la façon dont le futur Akhenaton est entré en contact avec l'équipe de Vibration : « On voulait quelqu’un qui était déjà parti à New York et qui connaissait le milieu du hip-hop new-yorkais. On lance une annonce à la radio et on tombe sur un gars qui appelle à l’antenne : Il s'appelait Philippe Fragione. Il nous dit qu’il était déjà parti à New York et qu’il avait une tante qui vivait dans le Connecticut. Il nous raconte qu’il est allé au Roxy, qu'il a quelques contacts là-bas, dont un mec qui s’appelle Jessie. Du coup, on lui propose de venir nous rencontrer à la radio. »
Cette rencontre sera décisive pour Philippe Fragione, celui-ci nous l’explique très bien dans son ouvrage « Ils m’ont pris à l’antenne en direct et j’ai raconté mon séjour. Dans la foulée, Philippe m’a invité à assister aux émissions. J’ai sympathisé avec lui et les autres animateurs »

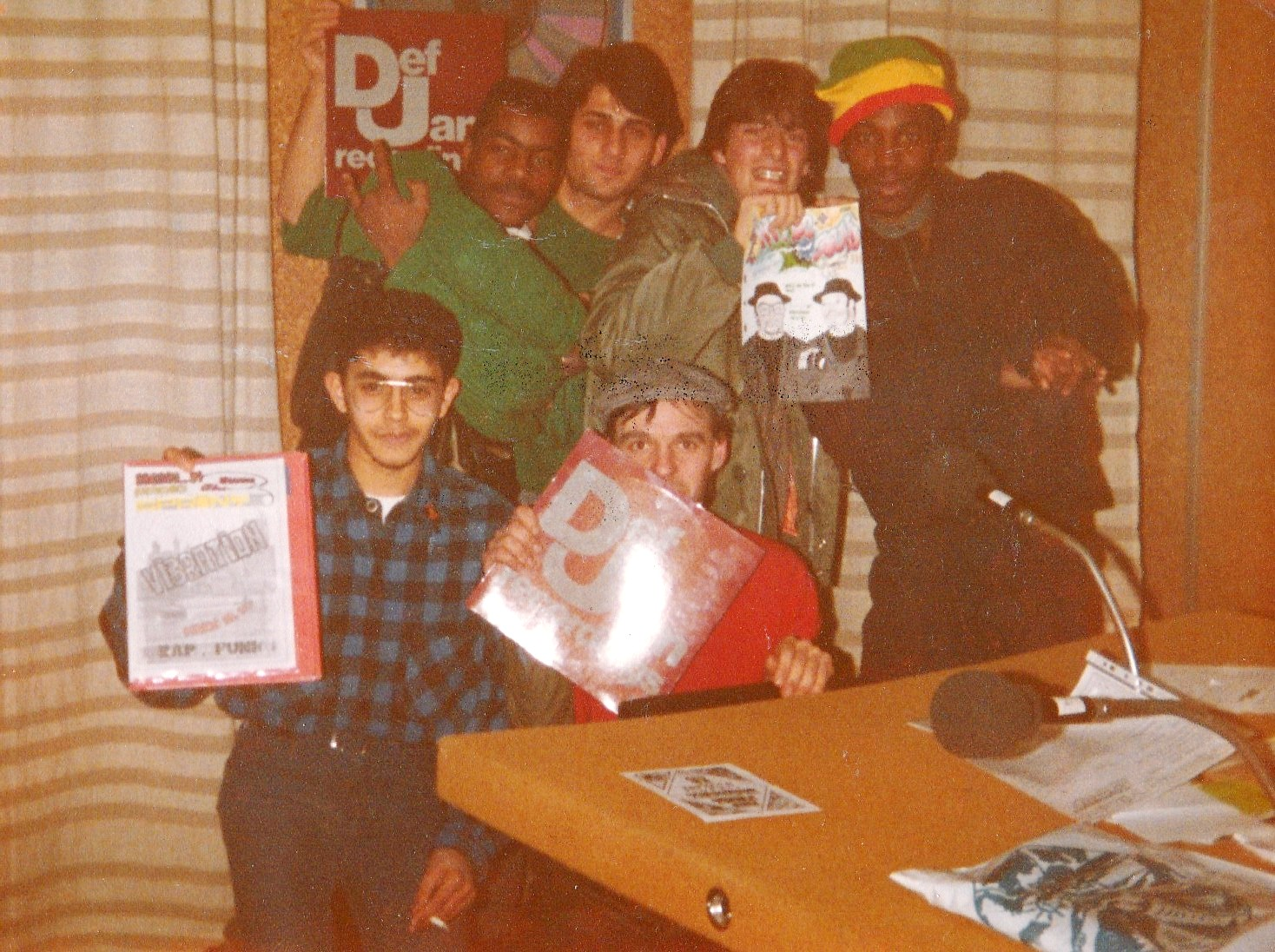
José et Alain des MCB, DJ Rebel, Philippe Fragione, Richar Voulgaropoulos et Philippe Subrini (souvenir de Radio Sprint 1985).

L'objectif de la nouvelle équipe était de fédérer un maximum de monde autour du mouvement hip-hop et du message de la Zulu Nation. Message qui rappelle à Philippe le Peace and love du mouvement hippie. DJ Rebel confie à Valérie Simonet : « Philippe Subrini, pionnier du rap à Marseille, y avait son émission. « Il nous disait d'abandonner notre négativité pour créer, c'était ça l'esprit Zulu Nation : Peace, Love and Unity. » L'équipe de Vibration, durant cette année, renforce les contacts avec New York, que Yannick et Phil avaient déjà entrepris avec la Tommy Boys pendant la période de Radio Star et aussi avec l'arrivée dans l'équipe de Philippe Fragione.

### Âge d'or (années 1990)
Au début des années 1990, le hip-hop commence à devenir médiatisé en France, porté par des artistes comme IAM, Suprême NTM, MC Solaar, Ministère A.M.E.R., Assassin. Les médias s'intéressent au phénomène : les premières émissions de télé consacrées au hip-hop apparaissent, comme « RapLine » sur M6, et la radio Skyrock décide de se spécialiser dans le rap.
En 1993, le groupe IAM sort Je danse le mia qui connait un succès phénoménal et annonce l'âge d'or du rap marseillais. Parmi les albums les plus emblématiques de cette époque figurent Métèque et mat (1995) d'Akhenaton, L'École du micro d'argent (1997) d'IAM, Si Dieu veut... (1997) de la Fonky Family, la compilation Sad Hill (1997) du DJ d'IAM Kheops (qui contient plusieurs titres cultes avec Akhenaton, Def Bond, Freeman ou Shurik'n et d'autres artistes venant d'autres villes), Chroniques de Mars (1998), compilation où figurent tous les principaux acteurs du hip-hop marseillais du moment (IAM, Fonky Family, Faf Larage, 3e Œil, Def Bond, K-Rhyme le Roi), Où je vis (1998) de Shurik'n, Hier, Aujourd'hui, Demain (1999) du 3e Œil, Le Thème... (1999) de Def Bond, L'Palais de justice (1999) de Freeman, Mode de vie... Béton style (2000) du Rat Luciano en solo et Art de Rue (2001) de la Fonky Family.
À la fin des années 1990 commencent également à émerger des artistes comme Psy 4 de la rime ou Keny Arkana qui connaitront le succès la décennie suivante. Le groupe Chiens de paille (1992-2010), pourtant originaire de Cannes, fait lui aussi partie de la scène rap marseillaise à cette période.
À travers leurs textes, tous apportent un témoignage unique sur la misère sociale et les difficultés que traversait la ville au cours des années 1990, notamment dans des titres comme Demain, c'est loin (1997) d'IAM. La bande originale du film à succès Taxi de Luc Besson, sorti en 1998, contribue à la diffusion du rap marseillais auprès du grand public avec le titre La vie de rêve de 3e Œil et, surtout, le titre Tu me plais de Def Bond en duo avec la chanteuse K-Reen.

### Déclin et renouveau (depuis 2000)
À partir du début des années 2000, le hip-hop marseillais décline sur la scène française. L'arrivée du graveur numérique et la crise du disque poussent les majors à des restrictions financières et les structures indépendantes marseillaises n’ont pas su prendre le relais. Ainsi, malgré le succès certain d'artistes comme Psy 4 de la rime (dont sont issus Soprano et Alonzo), Kenza Farah, Le Rat Luciano, Faf Larage ou Keny Arkana, beaucoup comme L'Algérino ou El Matador ne parviennent pas à connaître une carrière stable.
À partir des années 2010, des artistes comme Jul, SCH, Naps et d'autres vont émerger et populariser leur style respectif partout en France. Jul deviendra d'ailleurs quelques années plus tard le plus gros vendeur de disques de l'histoire du hip-hop français. Ainsi, des albums comme My World de Jul ou encore A7 de SCH démocratisent le style des deux rappeurs à travers l'hexagone et sont considérés comme des classiques du rap français. Ils se vendent tous les deux à plus de 500 000 exemplaires[réf. nécessaire]. Le premier est par ailleurs certifié disque de diamant[réf. nécessaire]. De Marseille sont aussi issus Under Kontrol, champions du monde de beatbox, et Chinese Man Records, label du collectif Chinese Man.

## Mouvement

### Rap

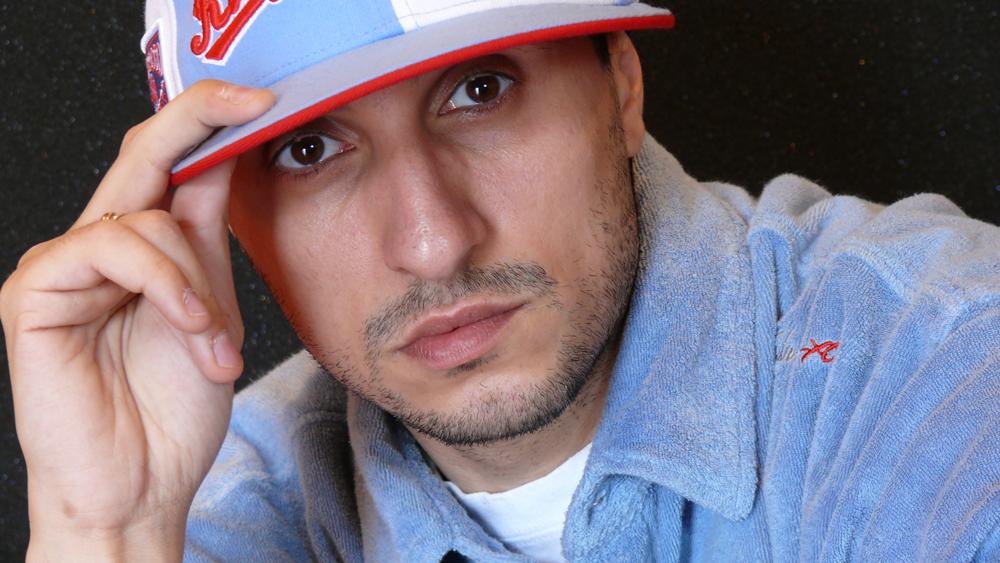
Sat l'Artificier, du groupe Fonky Family.

Dans l'histoire du hip-hop en France, Marseille peut être considérée comme l'autre capitale du hip-hop, avec Paris et sa banlieue : elle est la seule ville française à rivaliser avec la capitale en termes de diffusion et de production.
Comme à Paris, le rap apparaît tôt dans la cité phocéenne, dans les années 1980, peu de temps après sa naissance à New York. Le rap marseillais est d'ailleurs depuis ses origines relativement proche des acteurs du hip-hop de la ville américaine. En effet, Philippe Subrini, créateur de l'une des premières émissions hip-hop en France au début des années 1980, est en relation avec la Zulu Nation et Afrika Bambaataa. Quant à IAM, deux de ses membres, Akhenaton et Kheops, passent l'été 1986 à New York d'où le second, DJ du groupe, ramène pas moins de 300 vinyles. IAM reste depuis lié au hip-hop new-yorkais, et réalise plusieurs collaborations avec des artistes comme Method Man, Redman, Wu-Tang Clan, Talib Kweli, Beyoncé ou Millie Jackson.

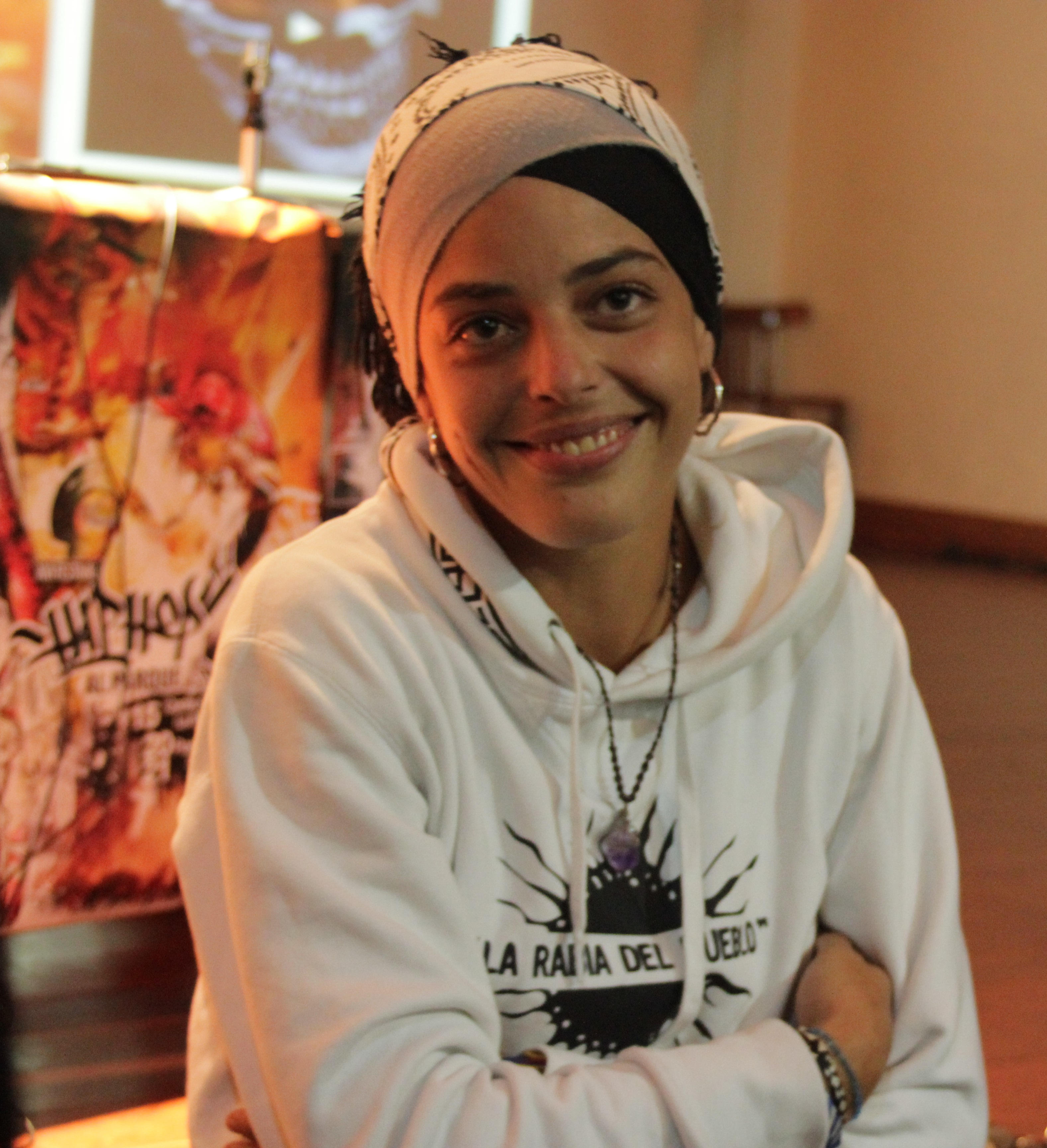
Keny Arkana en 2012.

La scène rap marseillaise connait un âge d'or dans les années 1990 où elle devient l'une des principales villes de création hip-hop en France avec des artistes comme IAM, la Fonky Family, 3e Œil ou Chiens de paille, même si ces premiers sont les seuls à véritablement s'imposer durablement au niveau national.
Durant la première partie des années 1990, l'hégémonie d'NTM et d'IAM sur la scène rap marseillaise, comme le fait que les premiers soient originaires de Paris et les seconds de Marseille, conduisent à une rivalité importante entre les deux groupes et dans une moindre mesure entre les villes. Cet antagonisme semble se poursuivre après cette période, JoeyStarr invité de Thierry Ardisson en 2003, assénant un « j'aime pas la démagogie » au moment d'évoquer le groupe marseillais.
En dix ans, entre 1994 et 2004, le rap marseillais obtient une dizaine de disques d'or avec Ombre est lumière (IAM) en 1994, Métèque et mat (Akhenaton) en 1995, ... De la planète Mars (IAM) en 1997, Si Dieu veut... (Fonky Family), Où je vis (Shurik'n) et Sad Hill (DJ Kheops) en 1998, Mode de vie… Béton style (Le Rat Luciano) en 2000, Sol Invictus (Akhenaton) et Art de rue (Fonky Family) en 2001 et Revoir un printemps (IAM) en 2003.
Julien Valnet, auteur de M.A.R.S. Histoires et légendes du hip-hop marseillais, estime que le rap marseillais se distingue des autres scènes françaises par « l'accent, mais aussi par les instrus « pialon » (piano-violon), une certaine mélancolie, des éléments spirituels ou mystiques, une approche plus consciente. Tout cela reste cependant à nuancer, car le rap marseillais est d’une extrême variété. » Cependant, pour le rappeur Akhenaton, cette particularité marseillaise tend à diminuer et « depuis 2000, [le rap français] s’est harmonisé [...]. »

### DJing et beatboxing
Le groupe Under Kontrol est champion du monde de beatbox en 2009. Parmi les beatmakers marseillais réputés figurent Kheops, DJ du groupe IAM et auteur de plusieurs albums solo, DJ Rebel (alias DJ RBL, ancien DJ du groupe Soul Swing avec notamment Faf Larage et Def Bond), Sya Styles, beatmaker du groupe Psy 4 de la rime ou encore DJ Djel, du groupe Fonky Family.

### Street-art

Rue du Cours Julien.

Le Cours Julien est réputé pour ses nombreux graffitis qui recouvrent les murs des rues ainsi que des enseignes des magasins. Considéré comme un des espaces majeurs de l'art urbain à Marseille, le quartier accueille chaque année depuis 2014 le Street Art Festival.
On peut y notamment y admirer des œuvres de Thoma Vuille et depuis janvier 2015 une fresque géante dédiée à Cabu, mort peu de temps auparavant lors de l'attentat contre Charlie Hebdo. Ce graffiti est par la suite recouvert par un vandale. Ces productions artistiques sont par ailleurs soutenus par la commune qui propose, par exemple, une visite du quartier pour les enfants de la ville.
À la Galerie Saint-Laurent, dans le marché aux puces des Aygalades, depuis 2014 est organisé chaque année le Marseille Street Art Show, l'un des plus grands événements du genre en Europe où sont réalisées puis exposées des fresques géantes d’art urbain.

### Break dance
Dans les années 1980 apparaît le premier groupe de breakdance « Marseille City Breakers », composé de quatre danseurs. Le groupe de breakdancers se réunit au Centre Bourse, centre commercial du centre-ville, pour s'entraîner dans les boutiques ayant fermées. Parmi eux se trouve le danseur d'IAM Kephren, qui rejoindra le groupe en 1990. Entre 1985 et 1988, les Marseille City Breakers feront également des spectacles à l'Espace culturel la Busserine.
En 1984, pour la sortie du film City Breakers, les Marseille City Breakers organisent une battle au kiosque de la Canebière. En 1984, le film Beat Street est présenté hors compétition au festival de Cannes et le collectif participe à la promotion du film. Sidney, qui les découvre lors de cette prestation, les invite à se produire dans l'émission H.I.P. H.O.P. sur TF1 pour un show face aux Paris City Breakers. En 1986, les Belsunce City Breakers et les Flash Breakers, participent à l'expansion du mouvement lors d'une battle improvisée dans la fosse d'un concert donné en ville.

### Soutien de la ville
Plusieurs acteurs du hip-hop ainsi que les médias regrettent l'absence du hip-hop lors des manifestations de Marseille-Provence 2013. Le rappeur Akhenaton, parmi d'autres, dénonce la quasi absence de rap dans la programmation alors que la ville de Marseille est renommée pour en abriter une large scène : en effet, la seule série de concerts de rap programmée met en scène des artistes venus d'ailleurs pour la plupart. Certains projets de rap sontrecalés car jugés trop chers, alors que le concert de David Guetta allait bénéficier d'une subvention de 400 000 euros, ce qui suscite l'indignation. En mai 2012 le Comité européen de surveillance et de conseil pour la capitale européenne faisait déjà état d'une « sur-représentation de la “culture haute” ».
Malgré cela, quelques événements furent organisés en parallèle comme le projet Watt (rencontres entre rappeurs locaux et Méditerranéens), ainsi que des concerts à la prison de Luynes ou dans les quartiers nord.

### Ouvrages
- Vincent Piolet, Regarde ta jeunesse dans les yeux – Naissance du Hip-Hop Français 1980-1990, Le Mot et le Reste, 2015, (Préface de Dee Nasty).
- Gilles Rof, Stéphan Muntaner, Fred Guilledoux et Didier Deroin, IAM : le livre, Soleil Productions, 1996 (ISBN 9782877645492).
- Médéric Gasquet-Cyrus, Paroles et musiques à Marseille : les voix d'une ville, Paris/Montréal (Québec), L'Harmattan, coll. « Sociolinguistique », 1999, 208 p. (ISBN 2-7384-7779-8, présentation en ligne).
- Béatrice Sberna, Une sociologie du rap à Marseille : identité marginale et immigrée, Paris/Budapest/Torino, L'Harmattan, coll. « Logiques sociales », 2002, 241 p. (ISBN 2-7475-2419-1, présentation en ligne).
- (de) Daniel Tödt, Vom Planeten Mars : Rap in Marseille und das Imaginäre der Stadt, LIT Verlag, 2012, 128 p. (ISBN 978-3-643-50360-2, présentation en ligne).
- Julien Valnet (préf. Olivier Cachin), M.A.R.S : histoires et légendes du hip-hop marseillais, Paris, Wildproject, coll. « À partir de Marseille », 2013, 219 p. (ISBN 978-2-918490-25-8).

### Autres ressources
- [vidéo] D’IAM à JuL, Marseille capitale rap, documentaire, 2020 — Voir « « D’IAM à JuL, Marseille capitale rap », un documentaire sur l’incroyable saga du hip-hop marseillais », sur France 3 PACA
Karim Hammou, « Marseille, capitale du rap (1) : hommages », sur Sur un son rap, novembre 2020